# Ngepung (Kedamean)
Ngepung is een bestuurslaag in het regentschap Gresik van de provincie Oost-Java, Indonesië. Ngepung telt 2932 inwoners (volkstelling 2010).